# Filipini
Republika Filipini je otoška država, ki jo sestavlja arhipelag 7.641 otokov v tropskem zahodnem Tihem oceanu okoli 100 kilometrov jugovzhodno od celinske Azije. Oblivajo ga Južno kitajsko morje na zahodu, Filipinsko morje na vzhodu in Celebeško morje na jugozahodu, morsko mejo pa si deli s Tajvanom na severu,  Japonsko na severovzhodu]], Palavom na jugu in jugovzhodu, Indonezijo na jugu, Malezijo na jugozahodu, Vietnamom na zahodu ter Kitajsko na severozahodu. Filipini imajo skoraj 110 milijonov prebivalcev (po oceni leta 2021), s čimer so ena najbolj naseljenih držav na svetu. Glavno mesto je Manila.
Gospodarsko spadajo Filipini med trge v razvoju in novoindustrializirane države, z gospodarstvom na prehodu od prevlade kmetijskega sektorja k osredotočenosti na proizvodnjo in storitve. Država je članica Organizacije združenih narodov, Svetovne trgovinske organizacije, Zveze držav Jugovzhodne Azije, Azijsko-pacifiškega gospodarskega sodelovanja in vzhodnoazijskega vrha.

## Državna ureditev
Predsednika republike in 24-članski senat (zgornji dom kongresa) volijo na splošnih volitvah za šest let. Predstavniški dom (spodnji dom kongresa) je sestavljen iz 200 neposredno izvoljenih članov in do 50 članov, ki jih imenuje predsednik republike iz vrst narodnih manjšin. Predsednik republike imenuje ministrski kabinet.

## Geografija
Od 7000 filipinskih otokov je poseljenih približno 2771. Oba največja otoka, Luzon in Mindanao, zavzemata dve tretjini ozemlja. Večina otokov je goratih z ozkimi obalnimi ravninami, le Luzon ima obsežno, gosto poseljeno ravnino v osrednjem delu. Ognjenik Apo na Mindanau je z 2954 metri najvišji vrh v državi (Pulag na Luzonu meri le malo manj, 2.922 m). Pogosti so potresi, vulkanski izbruhi in tajfuni.
Podnebje je tropsko oceansko z visoko vlažnostjo, visokimi temperaturami in obilico dežja.

## Gospodarstvo
Skoraj polovica delovne sile je zaposlena v kmetijstvu. Za lastno prehrano gojijo predvsem riž in koruzo, za izvoz pa kokosove orehe, sladkorni trs, ananas in banane. Zelo resen problem je uničevanje gozdov zaradi pridobivanja novih obdelovalnih površin. Glavne industrijske panoge so tekstilna, živilska, kemična in elektrotehnična. Od rudnih bogastev so pomembni baker (najpomembnejše izvozno blago), zlato, nafta in nikelj. Pomemben vir deviz so nakazila delavcev na začasnem delu v tujini.

## Zgodovina
Na otoke je leta 1521 priplul Ferdinand Magellan in jih poimenoval po španskem kralju Filipu II. Od sredine 16. stoletja so Španci razširili oblast na celotno območje, vendar so jih nenehno vznemirjali Nizozemci in morojski gusarji z Mindanaa. Španski kolonialni režim je bil krut, uprava zastarela in pod močnim vplivom jezuitov, kar je ob gospodarskem izkoriščanju sprožilo neuspešen upor proti španski vladavini (1896).
Po špansko-ameriški vojni leta 1898 so Španci prepustili otoke ZDA, vendar so Američani zlomili upor domačinov šele leta 1906. Ameriška prisotnost je imela hude posledice za filipinsko družbo, ki kaže trojno mešanico azijske kulture, španskega katoličanstva in ameriškega kapitalizma. Ameriška politika na Filipinih je omahovala med spodbujanjem in dušenjem filipinske avtonomije. Leta 1935 je postal predsednik napol neodvisnega filipinskega »Commonwealtha« narodni voditelj Manuel Quezon. Nenadna japonska invazija leta 1941 je presenetila ameriške in filipinske branilce. Japonska je vzpostavila marionetno »Filipinsko republiko«, po ponovni ameriški osvoboditvi otočja pa so 1946 ustanovili neodvisno Republiko Filipini.
Med letoma 1953 in 1957 je karizmatični predsednik Ramon Magsaysay premagal in se nato sporazumel s komunističnim gverilskim gibanjem Hukbalahap, vendar pa je njegova smrt pomenila konec programa zemljiških reform. Oblast Ferdinanda Marcosa (1917-1989; na oblasti 1965-1986) je temeljila na korupciji. Gverilsko dejavnost je izrabljal kot izgovor za vse hujšo diktaturo. Ko je 1986 poskušal ponarediti rezultate predsedniških volitev, ga je ljudska vstaja vrgla z oblasti, predsedniško mesto pa je zasedla Corazon Aquino, vdova vodilnega opozicijskega voditelja, ki so ga umorili, domnevno na Marcosov ukaz. Njeno predsednikovanje je ogrozilo več poskusov državnih udarov. Leta 1992 so zaprli zadnje vojaško oporišče ZDA. Deželo še vedno pestijo različne uporniške skupine, med drugimi tudi komunisti in islamski skrajneži.